# Râul Druganul
Râul Druganul este unul din cele două brațe care formează Râul Râșca. În cadastrul apelor acesta este considerat cursul principal.

## Hărți
- Harta județului Suceava